# 迪爾菲爾德鎮區 (明尼蘇達州卡斯縣)
迪爾菲爾德鎮區（英語：Deerfield Township）是一個位於美國明尼蘇達州卡斯縣的行政鎮區。

## 人口
根據2020年美國人口普查的數據，迪爾菲爾德鎮區的面積為93.00平方千米，當中陸地面積為83.90平方千米，而水域面積為9.10平方千米。當地共有人口117人，而人口密度為每平方千米1人。